# Chloroclystis oedalea
Axinoptera infusata là một loài bướm đêm trong họ Geometridae.